# Beraeodes anglicus
Beraeodes anglicus is een fossiele soort schietmot uit de familie Beraeidae.